# Оглянись в пути
«Огляни́сь в пути́» (также «Следы́»; эст. Jäljed) — советский художественный фильм, снятый режиссёром Кальё Кийском на киностудии «Таллинфильм» в 1963 году.

## Сюжет
Когда закончилась Великая Отечественная война, солдат Хейно Рааген и его три товарища вернулись в родную деревню. Перед ними встала нелёгкая задача восстановить колхоз, который построили перед войной. Картина повествует о том, как на протяжении нескольких лет Хейно вместе со своими товарищами строят благополучную жизнь, они не один раз терпят поражения, но всегда находят путь к процветающей, счастливой жизни.

## В главных ролях
- Мати Клоорен — Хейно Рааген
- Хуго Лаур — Юлиус Рааген
- Каарел Карм — Яак Тамбу
- Пауль Руубель — Таркоп
- Рудольф Нууде — Ронк
- Александр Сатс — Кийбус
- Ада Лундвер — Вальве
- Сирье Арби — Марет
- Рейн Арен — Роберт
- Юри Ярвет — Эльмар
- Оскар Лийганд — Оскар
- Арви Халлик — Рейн
- Хеленд Пеэп — Йоонас
- Эйнари Коппель — Кустас
- Эльза Ратассепп — Мари
- Тыну Оя — Тоомас
- Харри Куйвкаэв — Тийт

## Цензура
Интервью с Кальё Кийском:
В Москве «Оглянись в пути» был официально принят, но не выпущен на экран. Главное обвинение состояло в том, что впервые в советском фильме была показана депортация в Сибирь. <...> Больше всего московскую публику потрясли глупый председатель исполкома и полная идиотско-дебилистская милиция (в очень хорошем исполнении Рудольфа Нуде). Эти три компонента были совершенно неприемлемы, и поэтому фильм немедленно закрыли.

## Награды
- 1964 — Кинофестиваль стран Прибалтики, Беларуси и Молдавии — Диплом — Каарел Карм: лучший актер; Лембит Веэво: лучшая музыка к фильму[2].

## Премьеры
- Эстонская ССР — 13 января 1964 года
- СССР — 18 марта 1964 года[2]